# Without Me
"Without Me" é uma canção do rapper americano Eminem. Foi lançado como single de seu quarto álbum estúdio intitulado The Eminem Show, em 2002, e re-lançada em sua coletânea Curtain Call: The Hits em 2005. "Without Me" é um dos singles mais bem sucedidos de Eminem, alcançando a #2 posição nos Estados Unidos e a #1 em muitos países pelo mundo.

## Conteúdo
A canção foi o retorno de Eminem depois do sucesso The Marshall Mathers LP, projetada para ser uma sequência de "The Real Slim Shady" e, essencialmente, dizendo que ele está de volta para salvar o mundo. Também se refere ao papel de Eminem na indústria da música e seus efeitos culturais.
A canção zomba de um número de críticos de Eminem, incluindo Dick Cheney e sua esposa Lynne Cheney, a FCC e MTV, Chris Kirkpatrick, Limp Bizkit e Moby, assim como comparações satirizadas de Eminem a respeito de Elvis Presley, como um homem branco a fazer sucesso num comércio normalmente voltado ao público afro-americano. Uma linha da canção também ataca sua própria mãe, que arquivou um processo contra ele sobre as letras de seu primeiro single "My Name Is".
A letra de abertura "Two trailer park girls go round the outside" (Duas meninas de um parque de trailer vão dar uma volta) é baseado no single "Buffalo Gals" de Malcolm McLaren, enquanto a introdução que é falada por Obie Trice "Obie Trice, real name no gimmicks." (Obie Trice, nome real, sem truques.) são retirados da sua faixa "Rap Name".
Um sample da faixa, a frase "nobody listens to techno" (ninguém escuta techno), se tornou um hino 'ilegal' do techno underground produzido por Deep Dish e Danny Howells sob o pseudônimo Size DDD (Deep Dish Danny). A música foi tocada por vários DJs conhecidos para satirizar a afirmação. A música também foi parodiada em All That, um show de paródias da Nickelodeon, como "Without Meat". Também foi parodiado no show de paródias MADtv, da FOX, como "Whats on TV?" (O que acontece na TV?).
Algumas das letras são alteradas na versão limpa, tal como "This is about to get heavy" (Isto está prestes a ficar pior). Também, "Jiggle your hips" (Mexa seus quadris) é colocado para retirar um comentário de sexo explícito no verso 1.
A linha "I know that you got a job Ms. Cheney/but your husband's heart problem's complicating" (Eu sei que você conseguiu um trabalho Sra. Cheney, mas o problema de coração do seu marido é complicado) é uma referência ao então Vice-presidente dos Estados Unidos Dick Cheney, que tinha constantes e recorrentes problemas cardíacos. Cheney já teve quatro ataques cardíacos desde 1976.

## Desempenho nas paradas e prêmios
"Without Me" era o single de Eminem de maior sucesso naquele momento. A canção alcançou a primeira posição em muitas paradas de vários países. Ela também alcançou o segundo lugar no Billboard Hot 100. "Lose Yourself", "Crack a Bottle", "Not Afraid", "Love the Way You Lie" e "The Monster" são suas únicas canções a ter alcançado posições mais altas do que "Without Me" no Hot 100, sendo que estas atingiram a primeira posição.
"Without Me" foi indicada para a categoria "gravação do ano" no Grammy Awards de 2003 (perdendo para a canção "Don't Know Why", de Norah Jones), sendo a primeira música de Eminem á receber uma indicação ao Grammy na categoria principal. Ele também recebeu uma indicação para "melhor performance masculina de rap solo", mas perdeu o prêmio para a canção "Hot in Herre", do rapper Nelly.
Em 2009, a canção foi homenageada pela Pitchfork Media como uma das 251 melhores canções da década de 2000.

## Videoclipe
O videoclipe da canção apresenta uma série de cenários construídos em torno de seu contexto, incluindo Eminem e Dr. Dre com paródias de quadrinhos em geral, especificamente, em uma paródia de Batman e Robin,tendo Eminem fantasiado de Robin juntamente com Dr.Dre andando de carro indo tentar salvar uma criança que comprou uma cópia de The Eminem Show, que tem um adesivo da Parental Advisory. Eminem e seu bando de heróis correm para o resgate antes que a criança coloque o CD e ele o despachem para longe dele, e mostrando que o seu CD contém letras explícitas. Eminem também aparece com os pés descalços em toda parte do vídeo, onde ele está em uma cama de hospital, sendo empurrado através de uma ala (uma referência a ER, o que aqui é chamado de EM em relação as iniciais do nome do rapper). A estrela pornô Jenna Jameson e a modelo Kiana Tom aparecem com Eminem na cama logo no início do vídeo.
O vídeo recebeu os prêmios no MTV Video Music Awards nas categorias de "vídeo do ano", "melhor vídeo masculino", "melhor vídeo de rap" e "melhor direção" (para Joseph Kahn, que o dirigiu), além das indicações para "melhor edição" e "escolha do público". Venceu também o de "melhor vídeo musical versão curta" no Grammy Awards de 2003.

## Lista de faixas
CD single
| N.º | Título       | Compositor(es)                                               | Sample(s)                                                                                        | Duração |  |
| 1.  | "Without Me" | M. Mathers, K. Bell, J. Bass, M. McLaren, A. Dudley, T. Horn | - Contém sample de "Buffalo Gals" de Malcolm McLaren - Contém sample de "Rap Name" de Obie Trice | 4:50    |  |

CD maxi
| N.º | Título                                                     | Compositor(es)                                               | Produtor(es)      | Duração |  |
| 1.  | "Without Me"                                               | M. Mathers, K. Bell, J. Bass, M. McLaren, A. Dudley, T. Horn | Eminem, Jeff Bass | 4:50    |  |
| 2.  | "The Way I Am" (Danny Lohner remix) (feat. Marilyn Manson) | M. Mathers, A. Young                                         | Eminem            | 4:59    |  |
| 3.  | "Say What You Say" (feat. Dr. Dre)                         | M. Mathers, A. Young, R. Feemster, M. Elizondo               | Dr. Dre           | 5:09    |  |

## Certificações
| País           | Certificação | Data                   | Vendas certificadas |
| -------------- | ------------ | ---------------------- | ------------------- |
| Alemanha       | Ouro         | 2003                   | 150,000             |
| Austrália      | 3x Platina   | 2002                   | 210,000             |
| Áustria        | Platina      | 30 de dezembro de 2002 | 30,000              |
| Bélgica        | Platina      | 13 de julho de 2002    | 40,000              |
| Estados Unidos | Ouro         | 19 de maio de 2005     | 500,000             |
| França         | Ouro         | 5 de fevereiro de 2003 | 250,000             |
| Nova Zelândia  | 4x Platina   | 22 de setembro de 2002 | 60,000              |
| Noruega        | 2x Platina   | 2002                   | 20,000              |
| Suécia         | Ouro         | 13 de junho de 2002    | 10,000              |
| Suíça          | Platina      | 2002                   | 40,000              |
| Reino Unido    | Ouro         | 21 de junho de 2002    | 400,000             |

## Posições nas tabelas
| Parada musical (2002)                      | Melhor posição |
| ------------------------------------------ | -------------- |
| ARIA Charts                                | 1              |
| Ö3 Austria Top 40                          | 1              |
| Ultratop (Flanders)                        | 2              |
| Ultratop (Valônia)                         | 1              |
| Canadian Singles Chart                     | 4              |
| Dinamarca                                  | 1              |
| Billboard Hot 100                          | 2              |
| Billboard Hot R&B/Hip-Hop Singles & Tracks | 13             |
| Billboard Hot Rap Tracks                   | 5              |
| Finlândia                                  | 2              |
| SNEP                                       | 3              |
| Irish Singles Chart                        | 1              |
| FIMI                                       | 2              |
| México Top 100                             | 10             |
| VG-lista                                   | 1              |
| RIANZ                                      | 1              |
| Dutch Top 40                               | 1              |
| Romanian Top 100                           | 1              |
| Sverigetopplistan                          | 1              |
| Swiss Charts                               | 1              |
| UK Singles Chart                           | 1              |